# Beilie Linchang (bondby i Kina, Heilongjiang Sheng, lat 47,18, long 128,81)
Beilie Linchang (kinesiska: 北列林场) är en bondby i Kina. Den ligger i provinsen Heilongjiang, i den nordöstra delen av landet, omkring 230 kilometer nordost om provinshuvudstaden Harbin. Antalet invånare är 243. Befolkningen består av 121 kvinnor och 122 män. Barn under 15 år utgör 5,0 %, vuxna 15-64 år 77 %, och äldre över 65 år 17,0 %.
Runt Beilie Linchang är det ganska tätbefolkat, med 54 invånare per kvadratkilometer. Beilie Linchang är det största samhället i trakten. I omgivningarna runt Beilie Linchang växer i huvudsak blandskog.
Genomsnittlig årsnederbörd är 1 089 millimeter. Den regnigaste månaden är juli, med i genomsnitt 249 mm nederbörd, och den torraste är januari, med 14 mm nederbörd.